# Gotland-Raid
Gotland – Rigaer Bucht – Unternehmen Albion (Moonsund) – Eismarsch der Baltischen Flotte – Åland – Unternehmen Schlußstein
Der Gotland-Raid war ein Vorstoß der russischen Baltischen Flotte im Ersten Weltkrieg in der Ostsee, der am 2. Juli 1915 zu einem Seegefecht zwischen deutschen und russischen Seestreitkräften in der Nähe der zum neutralen Schweden gehörenden Insel Gotland führte.  Dabei waren auf russischer Seite auch britische U-Boote beteiligt.

## Ausgangslage
Die Ausgangslage war ein deutsches Unternehmen zur Verminung der Zugänge zum Finnischen Meerbusen in der Nähe der Ålandinseln bei Bogskär. Zeitgleich hatte das Kommando der Baltischen Flotte eine Aktion gegen deutsche Vorpostenstreitkräfte sowie eine Beschießung Memels geplant.
Die deutschen Streitkräfte unter dem Befehl von Kommodore Johannes von Karpf, bestehend aus dem Großen Kreuzer Roon, den Kleinen Kreuzern Augsburg und Lübeck, dem Minenkreuzer Albatross und sieben Torpedobooten, liefen am 30. Juni 1915 aus Memel aus. Die Unternehmung war nicht die erste ihrer Art, denn in den zwei Monaten zuvor gab es mindestens sieben weitere.
Nachdem die Minenlegeaktion am 1. Juli beendet war, teilte sich der deutsche Verband und lief mit unterschiedlichen Kursen ab. Nur der Kreuzer Augsburg verblieb bei der Albatross. Während des gesamten Unternehmens war auf deutscher Seite der Funkverkehr aufrechterhalten worden. Diesen konnte die russische Seite mithören, da ihr nach dem Stranden des Kleinen Kreuzers Magdeburg am 26. August 1914 vor Odensholm die Signalbücher der Kaiserlichen Marine in die Hände gefallen waren. So erhielt die russische Seite genauen Aufschluss über Anwesenheit, Stärke, Position und Kurs der deutschen Schiffe. Der russische Seebefehlshaber wurde von dem deutschen Unternehmen in Kenntnis gesetzt und änderte umgehend seine Pläne.

## Das Gefecht

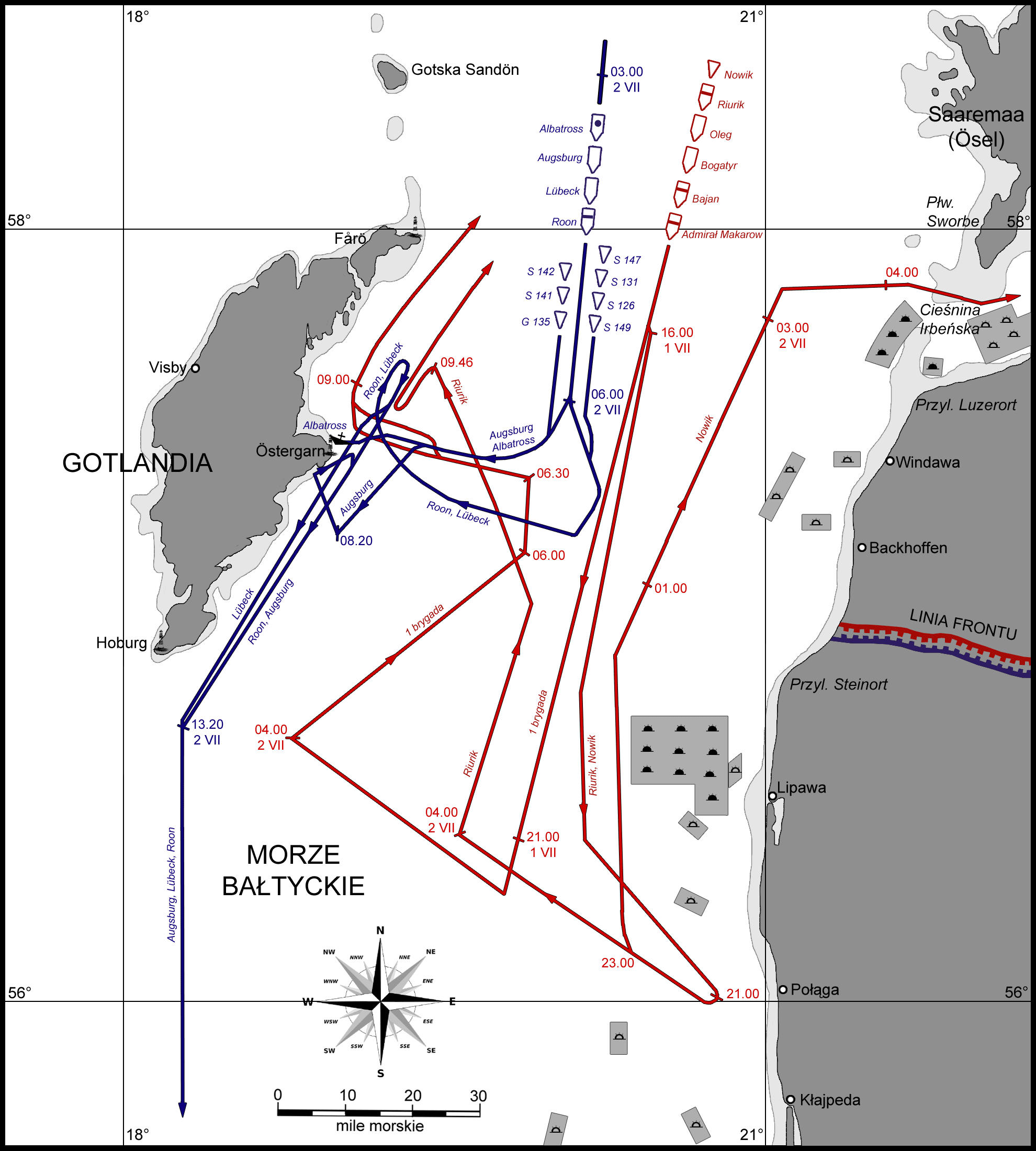
Gefechtsübersicht der deutschen und russischen Einheiten

In den Morgenstunden des 2. Juli sichtete ein unter dem Befehl von Konteradmiral Michail Bachirew stehendes russisches Geschwader, bestehend aus den Panzerkreuzern Admiral Makarow und Bajan sowie den Geschützten Kreuzern Bogatyr und Oleg, auf seinem Weg zur ostpreußischen Küste die deutschen Schiffe. In dem folgenden Artillerieduell wurde der artilleristisch nur schwach armierte deutsche Minenkreuzer Albatross so schwer beschädigt, dass er brennend an der ostgotländischen Küste bei Östergarnsholm auf Strand gesetzt werden musste. Das Schiff wurde im neutralen Schweden samt Besatzung interniert, später geborgen und nach dem Kriege restituiert. Die Augsburg konnte entkommen, da die russischen Einheiten ihr Feuer auf die Albatross konzentrierten. Der Große Kreuzer Roon erschien erst nach diesem Gefechtsabschnitt auf dem Kampfplatz und griff die bereits abziehenden russischen Kreuzer an. Er erzielte einen Treffer auf dem Panzerkreuzer Bajan, der aber keinen großen Schaden anrichtete. Die Roon erhielt selbst keine direkten Treffer, lediglich die Funkantenne wurde durch Splitter heruntergerissen.
Während das Gefecht andauerte, schickten beide Seiten weitere schwere Kräfte zur Unterstützung. Auf russischer Seite stieß der Panzerkreuzer Rurik hinzu und traf auf die deutschen Schiffe, die bereits nach Süden abliefen. Dabei kam es erst zu einem heftigen Gefecht mit der Lübeck, die die Rurik im Nebel mit der Nowik, einem Großzerstörer, verwechselt hatte. Als dann die Roon der Lübeck zur Hilfe eilte, kam es auch zu einem kurzen Gefecht beider Panzerkreuzer. Die Rurik erlitt in diesem Gefecht leichte Schäden durch Treffer; die Lübeck hatte Glück und wurde nur durch Splitter leicht beschädigt.  Deutscherseits liefen von Danzig die beiden Großen Kreuzer Prinz Adalbert und Prinz Heinrich mit zwei Torpedobooten aus. Vor Hela wurde die Prinz Adalbert von dem dort patrouillierenden britischen U-Boot E9 unter Max Kennedy Horton torpediert. Das Schiff konnte trotz der Beschädigungen im Unterwasserbereich gehalten und von seinem Kommandanten, Kapitän zur See Andreas Michelsen, nach Kiel eingebracht werden.

## Konsequenz
Die Konsequenz war die Erkenntnis, dass die in der Ostsee eingesetzten und zum größten Teil veralteten Schiffe dringend durch modernere Einheiten ergänzt und dass Vorstöße durch schwere Einheiten (etwa ältere Schlachtschiffe) gedeckt werden mussten.